# Point Blank (Texas)
Pour les articles homonymes, voir Point Blank.
Point Blank, ou Pointblank, est une ville située au nord du comté de San Jacinto, au Texas, aux États-Unis,.

## Histoire
La communauté est initialement baptisée Blanc Point, par Florence Dissiway, une pionnière française, dans les années 1850.

## Démographie
Lors du recensement de 2010, la ville comptait une population de 688 habitants. Elle est estimée, en 2016, à 723 habitants.

### Source de la traduction
- (en) Cet article est partiellement ou en totalité issu de l’article de Wikipédia en anglais intitulé « Point Blank, Texas » (voir la liste des auteurs).